# Bobby Garabedian
Bobby Garabedian (* 20. Jahrhundert) ist ein Schauspieler, Filmregisseur und Filmproduzent.

## Karriere
Zu Beginn seiner Karriere stand Garabedian als Schauspieler vor der Kamera. Dabei wirkte unter anderem bei den Fernsehserien Picket Fences – Tatort Gartenzaun, New York Cops – NYPD Blue und Chicago Hope – Endstation Hoffnung mit. Im Jahr 2003 wechselte er die Seite und war fortan hinter der Kamera aktiv. So verfasste er das Drehbuch zu dem Kurzfilm Most, wobei er als Produzent auch sein Regiedebüt gab. Für dieses Werk erhielt er mit William Zabka bei der Oscarverleihung 2006 eine Nominierung in der Kategorie „Bester Kurzfilm“. Als Executive Producer war er bei dem Dokumentarfilm Never a Neverland von Ricky Norris verantwortlich.

## Filmografie (Auswahl)
- 1993: Picket Fences – Tatort Gartenzaun (Picket Fences, Fernsehserie)
- 1995: New York Cops – NYPD Blue (NYPD Blue, Fernsehserie)
- 1996: Chicago Hope – Endstation Hoffnung (Chicago Hope, Fernsehserie)
- 2003: Most (Kurzfilm)
- 2014: Never a Neverland (Dokumentarfilm)